# Iglesia cristiana evangélica pentecostal (ICEP)
Iglesia Cristiana Evangélica Pentecostal (ICEP) Jesucristo Hijo del Dios viviente. Es una entidad religiosa perteneciente al conjunto de iglesias que conforman el pentecostalismo chileno. Fue fundada el 20 de abril de 2023 con Personalidad Jurídica de Derecho Público N° 6290, por el rev. Robert Tolmo, presidente y primer obispo pentecostal de La Serena. La iglesia restauró la política episcopal histórica dentro del movimiento pentecostal. Su sede se encuentra en Chile, aunque tiene presencia en México, Estados Unidos, y Mozambique.
Su origen proviene del movimiento pentecostal en la Alianza Cristiana y Misionera de Chile. Por lo tanto es una iglesia de santidad en su doctrina y práctica, con un énfasis en la santidad personal del creyente. Además se alinea con el episcopado practicado por el metodismo y anglicanismo (teniendo obispos regionales, superintendentes de distrito, y rectores de circuito).

## Organización
La Iglesia Cristiana Evangélica Pentecostal se rige por el Honorable Sínodo General de la Iglesia, el cual está compuesto por 2 cámaras (cámara episcopal, y cámara ministerial). El Sínodo elige a los miembros del Honorable Consejo de Directores, el cual es el órgano administrativo de la Iglesia. En paralelo el Tribunal Eclesiástico es el órgano disciplinar, y encargado del cumplimiento de los reglamentos y estatutos.
La iglesia posee actualmente 3 obispados:
Obispado de La Serena y todo Chile - compuesto por el Distrito del Norte Chico, y el Distrito central metropolitano)
Obispado de Ciudad de México, todo México y Texas - compuesto por el Distrito de Valle de México, y el Distrito de Texas
Obispado de Beira-Mafambisse, y todo Mozambique - compuesto por el Distrito de Sofala